# The Essential Bruce Springsteen
The Essential Bruce Springsteen es un álbum recopilatorio del músico estadounidense Bruce Springsteen, publicado por la compañía discográfica Columbia Records en noviembre de 2003. La colección forma parte de la serie The Essential, publicada por Sony BMG. Con notas escritas por el propio Springsteen, la colección fue planeada como una introducción de la música del artista para nuevos seguidores. El álbum fue publicado como disco compacto doble y triple; en el segundo caso, el tercer disco incluyó una selección de temas inéditos.
The Essential Bruce Springsteen debutó la semana del 29 de noviembre de 2003 en el puesto catorce de la lista estadounidense Billboard 200, con cerca de 90 000 copias vendidas. La RIAA certificó el álbum como disco de platino el 16 de diciembre y hasta agosto de 2013, ha vendido 1 079 000 copias en los Estados Unidos. En el Reino Unido, el álbum alcanzó el puesto quince.

## Lista de canciones
Todas las canciones escritas y compuestas por Bruce Springsteen excepto donde se anota. 
| Disco uno |                                    |                                               |          |  |
| N.º       | Título                             | Álbum original                                | Duración |  |
| 1.        | «Blinded by the Light»             | Greetings from Asbury Park, N.J.              | 5:05     |  |
| 2.        | «For You»                          | Greetings from Asbury Park, NJ                | 4:41     |  |
| 3.        | «Spirit in the Night»              | Greetings from Asbury Park, NJ                | 5:00     |  |
| 4.        | «4th of July, Asbury Park (Sandy)» | The Wild, the Innocent & the E Street Shuffle | 5:38     |  |
| 5.        | «Rosalita (Come Out Tonight)»      | The Wild, the Innocent & the E Street Shuffle | 7:04     |  |
| 6.        | «Thunder Road»                     | Born to Run                                   | 4:51     |  |
| 7.        | «Born to Run»                      | Born to Run                                   | 4:33     |  |
| 8.        | «Jungleland»                       | Born to Run                                   | 9:37     |  |
| 9.        | «Badlands»                         | Darkness on the Edge of Town                  | 4:05     |  |
| 10.       | «Darkness on the Edge of Town»     | Darkness on the Edge of Town                  | 4:31     |  |
| 11.       | «The Promised Land»                | Darkness on the Edge of Town                  | 4:31     |  |
| 12.       | «The River»                        | The River                                     | 5:01     |  |
| 13.       | «Hungry Heart»                     | The River                                     | 3:21     |  |
| 14.       | «Nebraska»                         | Nebraska                                      | 4:30     |  |
| 15.       | «Atlantic City»                    | Nebraska                                      | 3:57     |  |
| 1:16:16   |                                    |                                               |          |  |

| Disco dos |                                                                                        |                       |          |  |
| N.º       | Título                                                                                 | Álbum original        | Duración |  |
| 1.        | «Born in the U.S.A.»                                                                   | Born in the U.S.A.    | 4:42     |  |
| 2.        | «Glory Days»                                                                           | Born in the U.S.A.    | 4:17     |  |
| 3.        | «Dancing in the Dark»                                                                  | Born in the U.S.A.    | 4:04     |  |
| 4.        | «Tunnel of Love»                                                                       | Tunnel of Love        | 5:13     |  |
| 5.        | «Brilliant Disguise»                                                                   | Tunnel of Love        | 4:16     |  |
| 6.        | «Human Touch»                                                                          | Human Touch           | 6:31     |  |
| 7.        | «Living Proof»                                                                         | Lucky Town            | 4:48     |  |
| 8.        | «Lucky Town»                                                                           | Lucky Town            | 3:29     |  |
| 9.        | «Streets of Philadelphia»                                                              | Philadelphia B.S.O.   | 3:18     |  |
| 10.       | «The Ghost of Tom Joad»                                                                | The Ghost of Tom Joad | 4:24     |  |
| 11.       | «The Rising»                                                                           | The Rising            | 4:50     |  |
| 12.       | «Mary's Place»                                                                         | The Rising            | 6:01     |  |
| 13.       | «Lonesome Day»                                                                         | The Rising            | 4:07     |  |
| 14.       | «American Skin (41 Shots)» (Grabado el 1 de julio de 2000 en el Madison Square Garden) | Live in New York City | 7:53     |  |
| 15.       | «Land of Hope and Dreams» (Grabado el 1 de julio de 2000 en el Madison Square Garden)  | Live in New York City | 9:22     |  |

| Disco tres (Edición limitada) |                                                                     |                                  |                                                                  |          |  |
| N.º                           | Título                                                              | Escritor(es)                     | Notas                                                            | Duración |  |
| 1.                            | «From Small Things (Big Things One Day Come)» (Previamente inédita) |                                  | Descarte de The River                                            | 2:42     |  |
| 2.                            | «The Big Payback»                                                   |                                  | Descarte de Nebraska, publicado como cara B                      | 1:59     |  |
| 3.                            | «Held Up Without a Gun» (Directo, Nassau Coliseum, 31/12/1980)      |                                  | Cara B del sencillo «Hungry Heart»                               | 1:21     |  |
| 4.                            | «Trapped» (Directo, Meadowlands Arena, 06/08/1984)                  |                                  | Publicado en el álbum benéfico We Are the World                  | 5:10     |  |
| 5.                            | «None But the Brave» (Previamente inédita)                          |                                  | Descarte de Born in the U.S.A.                                   | 5:35     |  |
| 6.                            | «Missing» (Previamente inédita)                                     |                                  | De la película de Sean Penn The Crossing Guard                   | 5:04     |  |
| 7.                            | «Lift Me Up»                                                        |                                  | De la película Limbo                                             | 5:16     |  |
| 8.                            | «Viva Las Vegas» (Versión de Elvis Presley)                         | Doc Pomus, Mort Shuman           | Del álbum benéfico The Last Temptation of Elvis                  | 3:10     |  |
| 9.                            | «County Fair» (Previamente inédita)                                 |                                  | Descarte de Born in the U.S.A.                                   | 4:51     |  |
| 10.                           | «Code of Silence» (Previamente inédita, en directo)                 | Bruce Springsteen, Joe Grushecky | Grabada durante la gira Reunion Tour                             | 4:33     |  |
| 11.                           | «Dead Man Walkin'»                                                  |                                  | De la película Dead Man Walking                                  | 2:44     |  |
| 12.                           | «Countin' on a Miracle» (Previamente inédita)                       |                                  | Audio tocada al final de los conciertos de la gira de The Rising | 5:01     |  |

## Posición en listas
| Año  | País              | Lista                   | Posición |
| ---- | ----------------- | ----------------------- | -------- |
| 2003 | Australia         | ARIA Albums Chart       | 43       |
| 2003 | Austria           | Ö3 Austria Top 40       | 12       |
| 2003 | Bélgica (Flandes) | Ultratop 200 Albums     | 19       |
| 2003 | Bélgica (Valonia) | Ultratop 200 Albums     | 84       |
| 2003 | España            | Promusicae Albums Chart | 77       |
| 2003 | Estados Unidos    | Billboard 200           | 14       |
| 2003 | Irlanda           | Irish Albums Chart      | 5        |
| 2003 | Noruega           | VG-lista Albums Chart   | 4        |
| 2003 | Países Bajos      | Mega Album Top 100      | 22       |
| 2003 | Reino Unido       | UK Album Chart          | 15       |
| 2003 | Suecia            | Albums Top 60           | 2        |
| 2003 | Suiza             | Top Albums 100          | 35       |